# مایکل اداناهیو
مایکل اُداناهیو (انگلیسی: Michael O'Donoghue؛ ‏ ۵ ژانویهٔ ۱۹۴۰ – ۸ نوامبر ۱۹۹۴) فیلم‌نامه‌نویس، کمدین، بازیگر، مؤلف، ویراستار و روزنامه‌نگار اهل ایالات متحده آمریکا بود.
از فیلم‌ها یا برنامه‌های تلویزیونی که وی در آن نقش داشته است، می‌توان به منهتن، وال استریت و پخش زنده شنبه شب اشاره کرد.